# Sorindeia madagascariensis
Sorindeia madagascariensis ist eine Pflanzenart aus der Gattung Sorindeia innerhalb der Familie der Sumachgewächse (Anacardiaceae). Sie kommt in Madagaskar, auf den Komoren und Maskarenen sowie der afrikanischen Ostküste von Somalia bis Mosambik vor.

## Beschreibung

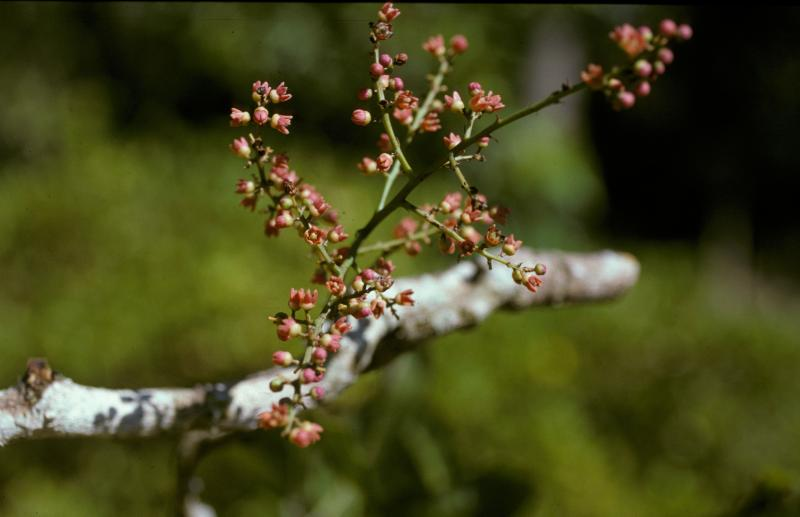
Blütenstand

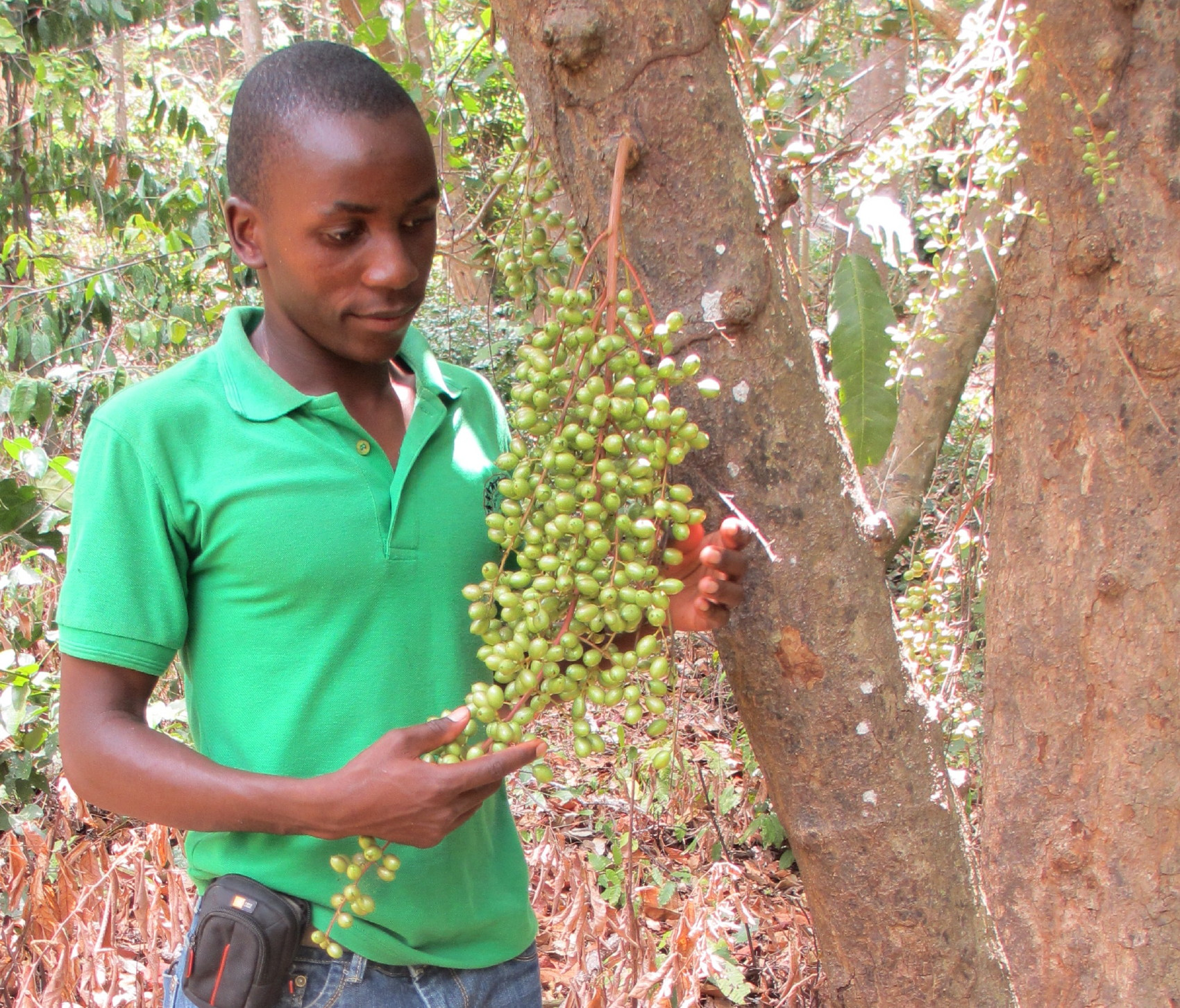
Unreife Früchte

### Vegetative Merkmale
Sorindeia madagascariensis wächst als immergrüner und reich verzweigter Baum, der Wuchshöhen von bis etwa 20 Meter erreicht. Die bräunliche bis gräuliche raue Borke ist leicht rissig bis schuppig oder abblätternd.
Die wechselständig an den Zweigen angeordneten Laubblätter sind in Blattstiel und -spreite gegliedert und sind insgesamt 30 bis 45 Zentimeter lang. Die unpaarig gefiederte Blattspreite besitzt bis etwa 13 Blättchen. Die kurz gestielten, leicht ledrigen und fast kahlen Blättchen sind bei einer Länge von 20 bis 30 Zentimeter sowie einer Breite von bis zu 10 Zentimeter eiförmig, -lanzettlich bis verkehrt-eiförmig mit gerundetem oder bespitztem bis geschwänztem oberen Ende und ganzrandig mit öfters welligem Rand. Der Blättchenstiel ist 2 bis 2,3 Zentimeter lang.

### Generative Merkmale
Sorindeia madagascariensis ist zweihäusig getrenntgeschlechtig (diözisch). Die kurz gestielten Blüten befinden sich locker angeordnet oft an blattlosen Zweigen in achsel- oder endständigen, bis zu 1 Meter langen und kahlen, hängenden, rispigen Blütenständen und können auch stammblütig, kauliflor erscheinen.
Die relativ kleinen, eingeschlechtigen, grünlich-roten oder -gelben Blüten sind vier- bis fünfzählig mit doppelter Blütenhülle. Der sehr kleine, verwachsene Kelch ist kahl und bis 1,5 Millimeter lang mit minimalen Kelchzähnchen. Die vier oder fünf fleischigen Kronblätter sind bis etwa 4 Millimeter lang und klappig. Die funktionell weiblichen Blüten besitzen einen kahlen, oberständigen und einkammerigen Fruchtknoten mit kurzem Griffel sowie bis zu zehn kleine Staminodien. Bei den männlichen Blüten sind 10 bis 20 sehr kurze Staubblätter mit großen Staubbeuteln ausgebildet. Es ist jeweils ein Diskus vorhanden.
In bis zu 1,6 Meter langen Fruchtständen sind die Früchte enthalten. Die bei einer Länge von 2 bis 2,8 Zentimeter relativ kleinen, verkehrt-eiförmigen bis ellipsoiden Steinfrüchte sind bei Reife gelb, manchmal bespitzt, glatt, kahl und enthalten einen Samen.

## Taxonomie
Die Erstbeschreibung von Sorindeia madagascariensis erfolgte 1825 durch Augustin Pyramus de Candolle in Prodromus Systematis Naturalis Regni Vegetabilis, Band 2, Seite 80.

## Verwendung
Die traubenähnlichen und süß-sauren Früchte sind essbar.
Die Wurzeln und Rinde werden medizinisch genutzt.
Das recht gute Holz wird vielfältig genutzt.